# Les Filles de la concierge
Les filles de la concierge és una pel·lícula de comèdia francesa del 1934 dirigida per Jacques Tourneur i protagonitzada per Jeanne Cheirel, Paul Azaïs i Josette Day. Els decorats de la pel·lícula van ser dissenyats pel director d'art Robert Gys.

## Sinopsi
Les tres filles de la conserge madame Leclerc, Lucie, Ginette i Suzannem es posen a buscar marits. Però les coses no van com elles esperen.

## Repartiment
- Jeanne Cheirel com a Madame Leclerc
- Paul Azaïs com a Albert
- Josette Day com Suzanne Leclerc
- Ghislaine Bru com a Lucie Leclerc
- Marcel André com a Gaston Rival
- Youcca Troubetzkov com a Henry Robertson
- Pierre Nay com a Jacques
- Maximilienne com a Mme Fallempin
- Germaine Aussey com a Ginette Leclerc
- Émile Saint-Ober com a Edgar